# Cali Challenger 1991
Il Cali Challenger 1991 è stato un torneo di tennis facente parte della categoria ATP Challenger Series nell'ambito dell'ATP Challenger Series 1991. Il torneo si è giocato a Cali in Colombia dal 23 al 29 settembre 1991 su campi in terra rossa.

## Vincitori

### Singolare
Xavier Daufresne ha battuto in finale  Martin Stringari con il punteggio di 6–4, 6–3

### Doppio
Gustavo Guerrero /  Roberto Saad hanno battuto in finale  Gustavo Garetto /  Marcelo Ingaramo con il punteggio di 6–4, 7–6